# Аполлинарий (епископ Брешиа)
Аполлинарий (лат. Apollinaris; умер в начале VIII века) — епископ Брешиа в начале VIII века.

## Биография
В списках глав Брешианской епархии Аполлинарий упоминается как преемник Рустициана II и предшественник Андрея I. Он был епископом в городе Брешиа в начале VIII века. Хотя в трудах некоторых авторов приводятся и более точные даты (например, у П.-Б. Гамса это 730—740 годы), они не подтверждаются данными средневековых исторических источников.
Вероятно, ко времени Аполлинария относится начало активной деятельности уроженца Брешиа Петронакса, в 710-х годах посланного папой римским Григорием II на восстановление Монтекассино и ставшего здесь аббатом. В «Хронике Монтекассино» сообщается, что Петронакс привёз из Брешиа реликвии святого Фаустина, которые поместил на алтарь находившейся в аббатстве церкви Святого Мартина. Взамен брешианский епископ получил от аббата десницу святого Бенедикта Нурсийского, перенесённую в кафедральный собор города. Это единственное достоверное свидетельство о деятельности Аполлинария как епископа. По утверждению некоторых авторов, незадолго до смерти Аполлинарий уехал в Милан, где и скончался, но эти сведения подвергаются сомнению.